# Xã Northern, Quận Franklin, Illinois
Xã Northern (tiếng Anh: Northern Township) là một xã thuộc quận Franklin, tiểu bang Illinois, Hoa Kỳ. Năm 2010, dân số của xã này là 476 người.